# ビスチェ

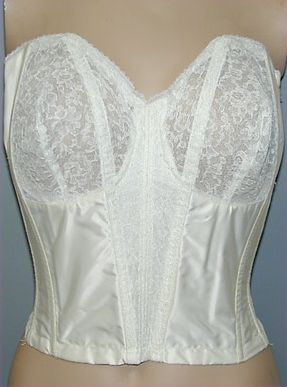
ビスチェ

ビスチェ（フランス語: Bustier）とは、女性用下着の一種。元はフランス語で、ビスチエ、ビュスチェ、ビュスチエなどの表記が用いられる場合もある。元々ストラップ（肩ひも・吊り紐）が無い、丈の長いブラジャー型の下着のことを指すが、今日では同様の形状のアウターウェア（「ベアトップ」など）のこともこう呼称する。

## 概要
肩ひもが無く、丈の長さがウェストのあたりまであるブラジャー型の下着のこと。本来は胴部分にはウエストニッパーの役割があり、体のラインを補正することができるが、近年はファッション性を重視し補正機能より着心地や見た目を重視したものも数多く販売されている。ストッキングを留めるためのガーター紐がついたものはスリーインワンと呼ばれる。
コルセットと同様に着用者のウエストを細く見せ、バストの補正を強化する役目を果たす。ストラップが無く、ブラジャー部分のカップ形状もハーフカップとなっているものがほとんどで、胸元の開いたドレスなどの衣服の下に身につけられることが多い。
下着ではなくアウターウェアとして作られているビスチェもある。また、ビスチェ形態の上着にスカートを組み合わせたビスチェドレスというドレスもある。